# IC 212
IC 212 ist eine Spiralgalaxie vom Hubble-Typ Sc im Sternbild Widder nördlich der Ekliptik. Sie ist schätzungsweise 500 Mio. Lichtjahre von der Milchstraße entfernt und hat einen Durchmesser von etwa 130.000 Lj.
Im selben Himmelsareal befindet sich u. a. die Galaxie IC 213.
Das Objekt wurde am 29. Dezember 1893 vom französischen Astronomen Stéphane Javelle entdeckt.